# はつかいち文化ホール
はつかいち文化ホール（はつかいちぶんかホール）は、広島県廿日市市にある多目的ホール。通称さくらぴあ。2019年からは施設名をウッドワンさくらぴあに変更。

## 概要
「廿日市市庁舎」・「はつかいち市民図書館」・「はつかいち美術ギャラリー」からなる複合施設の一つ。
廿日市市庁舎建替えに伴い整備された。設計は佐藤総合計画、施工は大林組・浅沼組・村松組・増岡組JV、1995年1月に着工、1997年2月に竣工。
約1100人入る大ホール、約300人入る小ホールに、会議室などの付帯施設からなる。コンサート・オペラやバレエ・演劇などに幅広く利用されており、広島交響楽団定期演奏会、中国子ども音楽会、さくらぴあ新人コンクールなどが毎年恒例の行事として行われている。

## 施設
諸元
- 構造 : 鉄筋コンクリート構造、一部鉄骨構造
- 階数 : 地上4階地下1階
- 敷地面積 : 21,923m2（市役所と併用）
- 建築面積 : 6,186m2
- 延床面積 : 10,067m2

大ホール
広く設定された主舞台や十分な広さの袖舞台、花道などもあるホール。座席の前後左右の幅はとてもゆったりとしており、県内でも最大級の規模。コンサートを主目的とし、オペラやバレエ、ミュージカルの公演や演劇も行われる。
- 形式 : シューボックス型
- 収容人数 : 1,095席
- ステージ : 間口16.8m×奥行16.5m×高さ13.5m

小ホール
木の温もりを生かした壁と白い天井のコントラストが美しいシックなホール。シンプルな緞帳などもある。音楽鑑賞を主目的とし、小演劇や講演が行われる。
- 形式 : シューボックス型
- 収容人数 : 296席

付帯施設
- 会議室（37m2）
- 親子室
- 楽屋8室

## メディア
・ はつかいち文化ホールさくらぴあ-ザ！世界仰天ニュース

## 所在地
〒738-8509　広島県廿日市市下平良一丁目11番1号（北緯34度20分53秒 東経132度19分55秒 / 北緯34.34806度 東経132.33194度）

## 交通
- JR
  - 山陽本線・宮内串戸駅下車、徒歩15分（1.1km）
- 広島電鉄（広島電鉄宮島線）
  - 廿日市市役所前（平良）駅下車、徒歩7分（600m）[1]
  - 宮内駅下車、徒歩12分
- バス
  - 広電バス
    - 廿日市市役所バス停下車、徒歩1分

  - 廿日市さくらバス
    - 廿日市市役所バス停下車、徒歩1分

## 受賞
- 2022（令和4）年度地域創造大賞（総務大臣賞）